# 羽扇豆异黄酮
羽扇豆异黄酮是一种异黄酮类有机化合物，化学式为C20H18O6。它存在于毒豆和狭叶羽扇豆中。它可人工合成得到。
在吡啶存在下，它在110 °C和乙酸酐反应，可以得到羽扇豆异黄酮-2',4',5,7-四乙酸酯。